# Sjirpspringspin
Pseudicius encarpatus is een spinnensoort in de taxonomische indeling van de springspinnen (Salticidae).
Het dier komt uit het geslacht Pseudicius. Pseudicius encarpatus werd in 1802 beschreven door Charles Athanase Walckenaer.